# 板倉町立板倉中学校
板倉町立板倉中学校（いたくらちょうりつ いたくらちゅうがっこう）は、群馬県邑楽郡板倉町にある公立中学校。通称は「板中」（いたちゅう）。
1947年に開校された。

## 概要
- 学校から自宅の距離に関わらず自転車通学、および登下校、通常授業時の体操着着用が許可されている。
- 高校進学の際には立地上、群馬県、栃木県、茨城県、埼玉県の4県の高校選択が容易にできる。
  - 尚、進学校としては群馬県内の太田高校よりも栃木県内栃木高校の方が通学には便利である。（女子の場合、太田女子高校、栃木女子高校）
- 廊下がなく(北棟と南棟の1・2F連絡通路のみ廊下が存在)、ベランダが廊下を兼ねている。そのため雨天時にはベランダに雨が吹き込み上履きが濡れ、教室の床が滑りやすくなる。

## 所在地・交通
群馬県邑楽郡板倉町大字板倉2770番地
- 最寄駅：東武鉄道日光線板倉東洋大前駅
  - ただし5 kmほどある。
- 広域公共路線バス館林板倉線：『中学校入口』又は『原宿下』下車。

## 教育目標
人間尊重の精神を養い、自ら考え判断し、主体的に行動できる心身ともに健康な生徒の育成に努める。 
【具体的目標】
（1）自ら学び、深く考える生徒（かしこく）
（2）自他を愛し、思いやりのある生徒（やさしく）
（3）心身を鍛え、協力して実践する生徒（たくましく）
　
学校全体として、「さわやか板中生」という活動も行っている。

## 制服
- 男子の冬服は黒の詰襟服（標準型学生服）に校章入りの金釦。かつては襟章（左学年クラス章・右校章）が付いたものだった。夏服は白ワイシャツ。
- 女子の冬服は濃紺のセーラー服（白スカーフ、2本白線）。

## 学校行事
| - 4月 入学式 - 5月 1年･林間学校 - 6月 3年･修学旅行（京都） - 7月 | - 8月 夏休み - 9月 生徒会選挙 - 10月 体育大会・合唱コンクール - 11月 職場体験学習 | - 12月 - 1月 2年･スキー教室・立志式 - 2月 卒業生を送る会 - 3月 卒業式 |

## 沿革
- 1947年（昭和22年） - 本校の前身である以下の4校が開校。
  - 邑楽郡海老瀬村立海老瀬中学校
  - 邑楽郡伊奈良村立伊奈良中学校
  - 邑楽郡大箇野村立大箇野中学校
  - 邑楽郡西谷田村立西谷田中学校
- 1954年（昭和29年） - 町村合併により、板倉町が誕生。これにより校名が変更される。
  - 板倉町立東中学校
  - 板倉町立西中学校
  - 板倉町立南中学校
  - 板倉町立北中学校
- 1965年（昭和40年） - 東・西中学校統合により板倉中学校発足
- 1970年（昭和45年） - 板倉中学校、南中学校、北中学校が対等合併し、板倉町立板倉中学校発足
- 1977年（昭和52年） - 同和教育推進校の指定を受ける
- 1979年（昭和54年） - 体力つくり実践推進校の指定を受ける
- 1981年（昭和56年） - 「体力つくり」研究発表会を開催
- 1991年（平成3年） - 「教育課程」研究開発校として県より指定を受ける
- 1993年（平成5年） - 「教育課程」研究開発校として研究発表会開催
- 1995年（平成7年） - 邑楽郡中学校教育振興会指定　研究発表会開催
- 1998年（平成10年） - 「学校給食実践推進校」（平成10・11年度）として、県より指定を受ける
- 1999年（平成11年） - 「中高一貫教育推進校」（平成11・12年度）として、県より指定を受ける

## 主な進路先

### 公立高校
群馬県
- 群馬県立板倉高等学校
- 群馬県立館林高等学校
- 群馬県立館林女子高等学校
- 群馬県立館林商工高等学校

栃木県
- 栃木県立栃木高等学校
- 栃木県立栃木女子高等学校
- 栃木県立栃木商業高等学校
- 栃木県立栃木工業高等学校
- 栃木県立栃木農業高等学校
- 栃木県立足利高等学校
- 栃木県立足利女子高等学校
- 栃木県立足利工業高等学校
- 栃木県立足利清風高等学校
- 栃木県立佐野高等学校
- 栃木県立佐野東高等学校
- 栃木県立佐野松陽高等学校
- 栃木県立小山高等学校
- 栃木県立小山西高等学校
- 栃木県立学悠館高等学校
- 国立小山工業高等専門学校

茨城県
- 茨城県立古河第一高等学校
- 茨城県立古河第二高等学校
- 茨城県立古河第三高等学校
- 茨城県立総和高等学校

埼玉県
- 埼玉県立不動岡高等学校
- 埼玉県立羽生第一高等学校
- 埼玉県立春日部高等学校
- 埼玉県立春日部女子高等学校
- 埼玉県立熊谷高等学校
- 埼玉県立熊谷女子高等学校
- 埼玉県立鷲宮高等学校

### 私立高校
- 早稲田大学本庄高等学院
- 開智未来高等学校
- 國學院大學栃木高等学校
- 佐野日本大学高等学校
- 白鷗大学足利高等学校
- 足利工業大学付属高等学校
- 花咲徳栄高等学校
- 関東学園大学附属高等学校

## 著名な出身者
- 荻野喜弘 - 経済学者。群馬県立館林高等学校、東京大学卒。九州大学経済学研究院長・経済学部長・経済学府長等を経て、2010年より下関市立大学学長。

## 周辺主要施設
- 板倉町中央公民館
- 雷電神社
- 保健センター
- B&G財団 板倉海洋センター
- 板倉中央公園
- 群馬県立板倉高等学校